# Билич, Мате
Ма́те Би́лич (хорв. Mate Bilić; род. 23 октября 1980, Сплит, СФРЮ) — хорватский футболист, нападающий.

## Биография
Мате Билич дебютировал в основном составе «Хайдука» в сезоне 1998/99. Затем был отдан в аренду «Мосору». После этого вернулся в «Хайдук» и в конкуренции с Вучко, Дераньей и Батуриной пробился в стартовый состав. Забил красивый гол со штрафного удара в ворота «Мальорки».
Переходит в ряды испанской «Сарагосы», где при Милошевиче и Гальетти играет немного, забив один гол в 18-ти встречах. «Сарагоса» в конце сезона выбыла во второй дивизион. После этого часто меняет клубы в Испании. Сначала выступает за «Альмерию», а затем за «Спортинг» (Хихон), куда пришёл как замена Давиду Вилье. Затем играет за «Кордобу», после чего — за «Ллейду».
После пяти лет в Испании переходит в венский «Рапид». Становится одним из лучших нападающих команды. Выступая за австрийский клуб, Билич участвовал в двухраундовом противостоянии с казанским «Рубином» в рамках Кубка Интертото 2007 и отметился забитым мячом в ворота команды Курбана Бердыева. И этот гол оказался победным в поединке. После этого возвращается в Испанию, перейдя в «Спортинг» (Хихон).